# Oxifuel
Oxifuel é uma Empresa Agroindustrial Privada, produtora e comercializadora de etanol anhidro na parte Centrosul e Sudeste do México à base de cana de açúcar, fundada pelo Grupo Báltico Industrial em 2013 no estado de Veracruz como resposta à Lei de Promoção e Desenvolvimento dos Bioenergéticos aprovada em 2008 na República Mexicana. Atualmente encontra-se nos estados de Povoa, Veracruz, Tlaxcala, Estado de México, Oaxaca, Tabasco, Quintana Roo e Chiapas.

## História e Origens
O Grupo Báltico Industrial fundou-se em 1970 como uma destiladora artesanal de Agave nas localidades de Matatlán, Oaxaca e Tehuacán, Puebla. Onde se dedicou à comercialização de bebidas e álcoois, em 2003 instalou a sua primeira planta produtora de etanol na cidade de Orizaba, Veracruz em com uma capacidade de produção de 120 mil litros diários onde começa a utilização do etanol de maneira interna com o seu pessoal e equipa, após a aprovação da Lei de Promoção e Desenvolvimento dos Bioenergéticos no ano 2008 e a obtenção da primeira permissão expedido pela Secretária de Energia para a comercialização de etanol anhidro no México em 2003 cria-se a Oxifuel como uma das unidades de negócio de Grupo Báltico Industrial para a venda de etanol ao público em geral.

## Introdução ao mercado mexicano
Oxifuel começou a introduzir nos Estados de Veracruz, Puebla e Oaxaca em 2014 em pontos de venda móveis, em 2015 começou a sua venda em estações fixas que lhe permitiu estender a sua área de venda a mais Estados e localidades, em 2016 cria o modelo de venda de estação de auto serviço em Oaxaca inaugurando três pontos de venda no área de Tuxtepec, durante este período e até princípios do 2017 a distribuição de etanol se encontrou limitada devido ao desconhecimento das pessoas e autoridades com respeito à comercialização e distribuição do etanol anidro, ao não ter um antecedente similar não existiam leis nem alinhamentos pelas quais poderia ser regulado o que implico ao fechamento e clausuras de diferentes pontos de venda no País.

## OGasonilazoe o auge doEtanol[11]

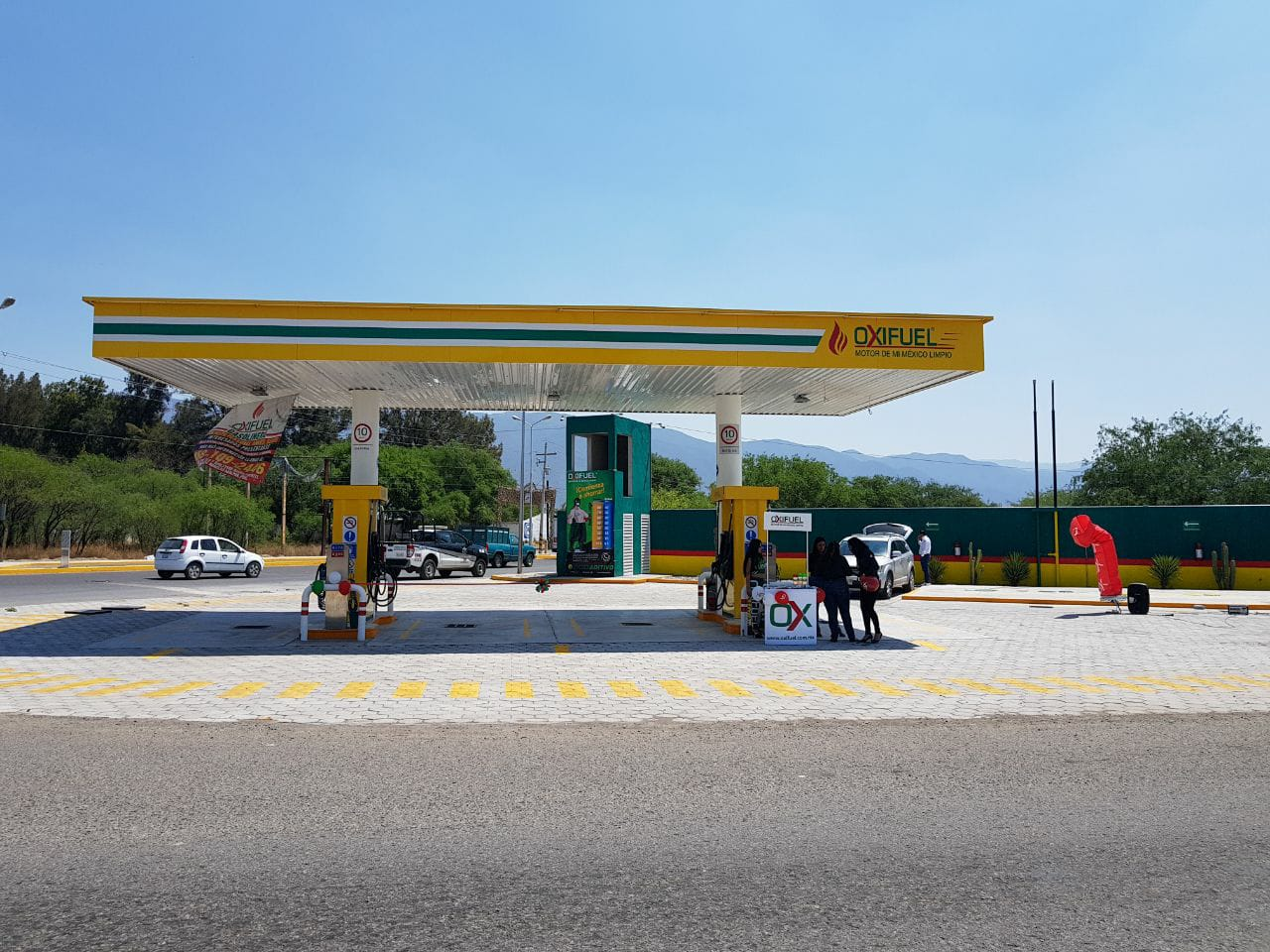
Estação de autoservicio multimodal Oxifuel

Ao começo do período presidencial de Enrique Peña Nieto apresentou-se uma iniciativa conhecida como "Reforma Energética" na qual se modificou a estrutura da venda e distribuição de hidrocarburantes, esta reforma pôs fim ao monopólio da gasolina que controlava PEMEX
A partir de 2017, gasolineiras de outras companhias poderiam instalar-se no México e em 2018 libertar-se-á a importação de combustíveis. No entanto, isto significou a eliminação do subsídio governamental ao preço da gasolina o que causou um aumento de 20% em Janeiro 2017, o seu maior aumento em quase 20 anos, como consequência não só teve desabastecimento do combustível se não também protestos e saques no México como resposta pelo gasolinazo e rejeição da cidadania a este aumento. Durante este período o etanol começou a ver um aumento em demanda como o seu preço é menor a Gasolina inclusive dantes da eliminação do subsídio e pode-se acrescentar como aditivo em vários modelos de auto, isso causou que a população começará a abastecer-se do etanol e por consequência da marca Oxifuel. Igualmente, as autoridades finalmente criaram medidas de proteção civil, uso de solo e a mais alinhamentos para permitir o estabelecimento e funcionamento destes pontos de vendas, tanto estações de autoserviço como distribuição em contêiners fechados e permitir o seu acesso ao público em geral.

## Atualidade

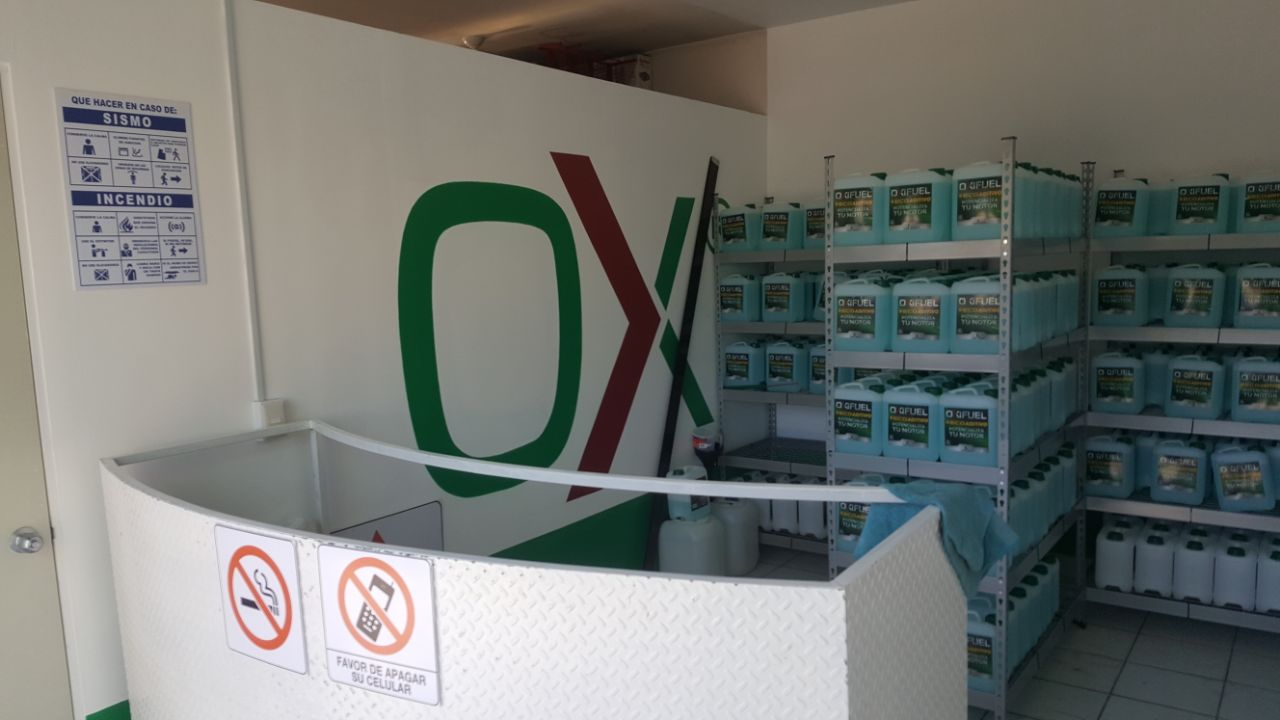
Ponto de venda Oxifuel com envaces fechados

Hoje em dia Oxifuel conta com vários pontos de venda em diferentes estados da república e permitiu a introdução ao mercado mexicano do etanol anidro e sua acessibilidade ao público em geral em certos estados, principalmente a zona centrosul e sudeste do México.
1. ↑  «Página web Grupo Báltico»
2. ↑  «Ley de Promoción y Desarrollo de los Bioenergéticos» (PDF)
3. ↑  «Oxifuel Conócenos» (em espanhol)
4. ↑  «Historia Grupo Báltico»
5. ↑  «Historia de Oxifuel»
6. ↑  «Fundación de Oxifuel»
7. ↑  «Primera estación de autoservicio en Oaxaca»
8. ↑  «La nueva gasolina se produce en la Cuenca del Papaloapan y beneficia a más de 30 mil productores de la zona»
9. ↑  «Orizaba, cuna de los energéticos; se producen 350 mil litros diarios de Oxifuel»
10. ↑  «Clausura de Oxifuel en Veracruz»
11. ↑  «Significado de gasolinazo»
12. ↑  «Peña Nieto anuncia el fin de los gasolinazos»
13. ↑  «Bloquean autopista México-Querétaro por alza en precio de gasolina»
14. ↑  «Producen en Oaxaca nueva gasolina»
15. ↑  «Planta de etanol beneficiará a más de 6 mil productores de caña en Tabasco»
16. ↑  «Inicia la venta de etanol en Tabasco»